# Mitsubishi SSM
Il Type 12 SSM (12式地対艦誘導弾, Hitoni shiki chitaikan yūdōdan) è un missile superficie-superficie antinave, prodotto da Mitsubishi Heavy Industries, entrato in servizio nel 2012 nella Forza di autodifesa terrestre, e montato su veicolo TEL (Transporter Erector Launcher) Mitsubishi 8x8 Omosōwa. Noto anche con la sigla abbreviata 12SSM.

## Storia del progetto

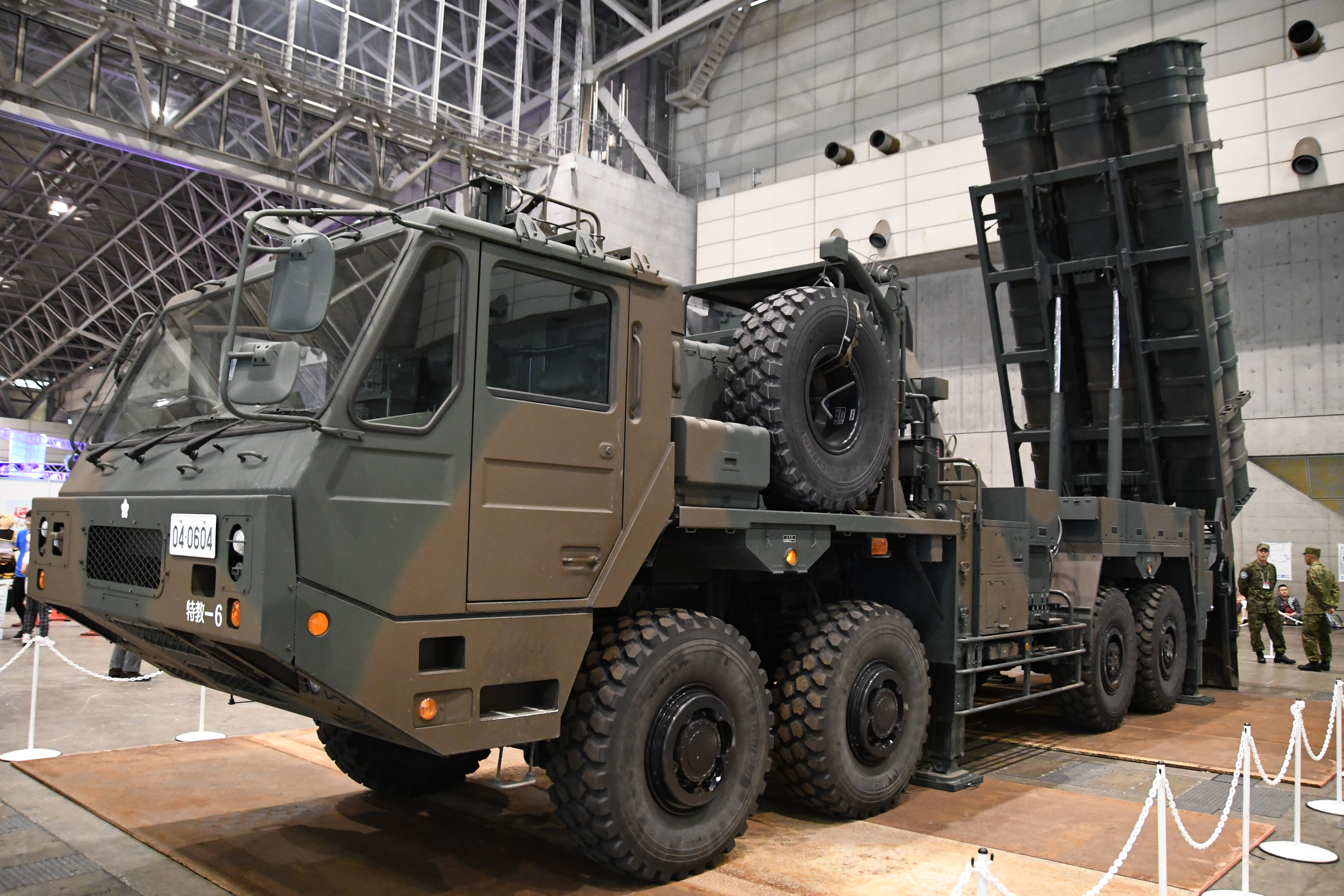
Vista anteriore del veicolo lanciatore Mitsubishi 8x8 Omosōwa.

Verso la fine degli anni duemila la Mitsubishi Heavy Industries avviò la realizzazione di un nuovo missile superficie-superficie antinave, e al fine di realizzare rapidamente questo progetto provvide a modificare il precedente missile antinave SSM-1, ampliandone considerevolmente il raggio d'azione. Questo nuovo ordigno fu denominato Type 12 Surface-to-Ship Missile (in lingua giapponese Hitoni shiki chi tai kan yūdōdan), e ricevette la designazione operativa di SSM. Come nel precedente tipo la propulsione si basa su un turbogetto e un razzo booster. La nuova arma è equipaggiata con sistema TERCOM (Terrain Contour Matching), un sistema di navigazione inerziale, un sistema GPS e un radar AESA (Active Electronically Scanned Array) in banda Ka per la fase terminale del volo. Il sistema GPS interviene nella fase intermedia di volo, migliorando la precisione, e permettendo una esatta conoscenza della topografia del terreno sorvolato. Il veicolo lanciatore TEL, che può essere posizionato al riparo dietro ad una altura, riceve le coordinate del bersaglio dal centro di comando e controllo e lancia il missile, che può effettuare una serie di manovre tra i rilievi del terreno prima di attaccare il bersaglio. Il lancio può essere effettuato anche a grande distanza dal mare, all'interno del territorio, e l'ordigno è in grado di volare ad una altezza di 5 metri dal terreno. Il missile può essere programmato per effettuare una serie di complesse manovre, consentendo l'arrivo sul bersaglio simultaneamente da diverse direzioni e con differenti profili di attacco. Inoltre possono essere impostate traiettorie programmate con numerosi way-point.

## Descrizione tecnica

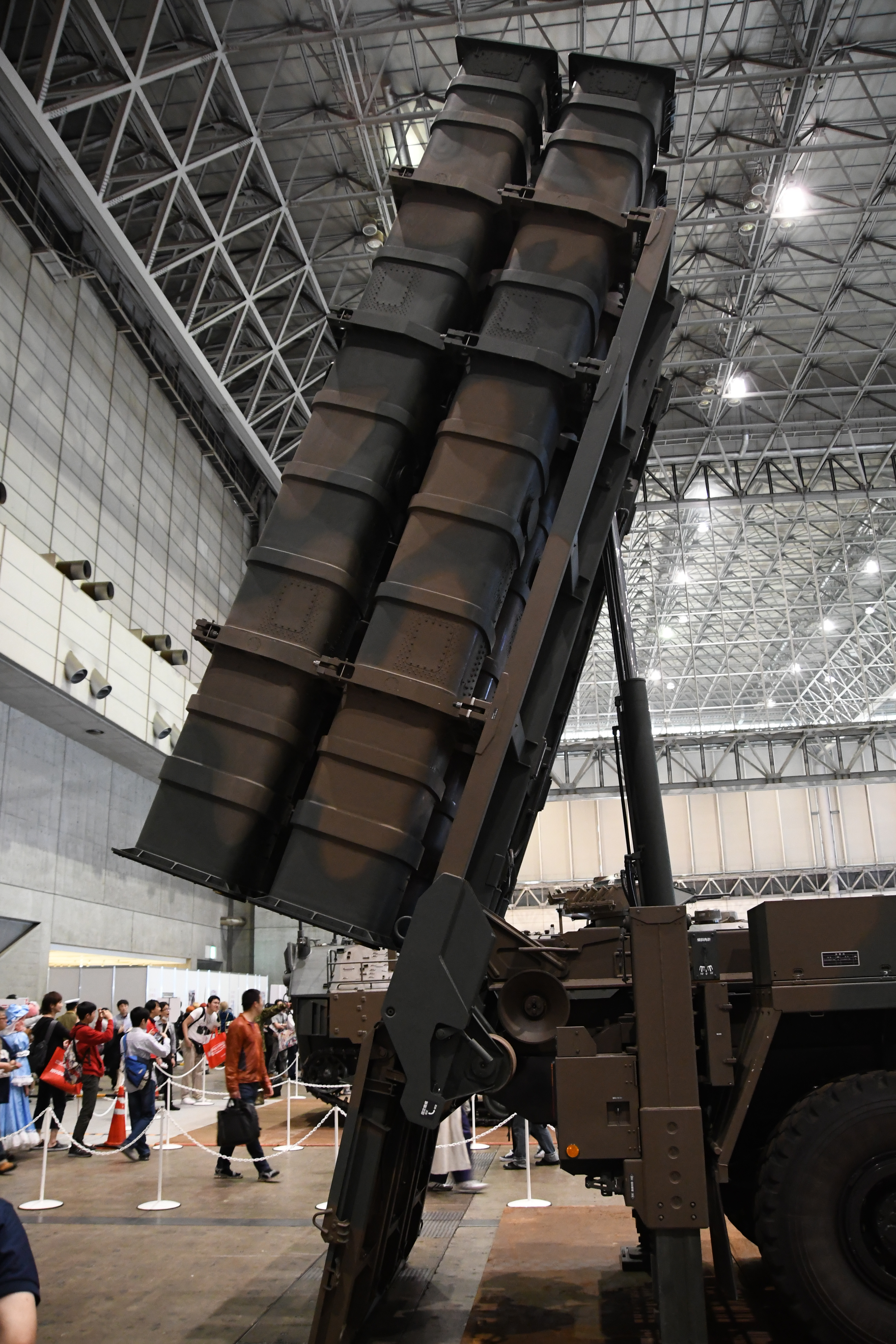
La sezione posteriore con i sei canister contenenti i missili in posizione di fuoco.

Il missile superficie-superficie antinave Mitsubishi SSM ha una lunghezza di 5 m, un diametro di 35 cm, una apertura alare di 1,2 m, e un peso al lancio di 700 kg. La testata bellica semiperforante è costituita da una carica di 250 kg di esplosivo ad alto potenziale (HE), e ha la capacità di penetrare all'interno del bersaglio prima di esplodere. La propulsione è costituita da un turbogetto e da un razzo booster che permette all'arma di raggiungere una velocità massima di 1150 km/h, e una gittata variabile tra i 200 e i 250 km.

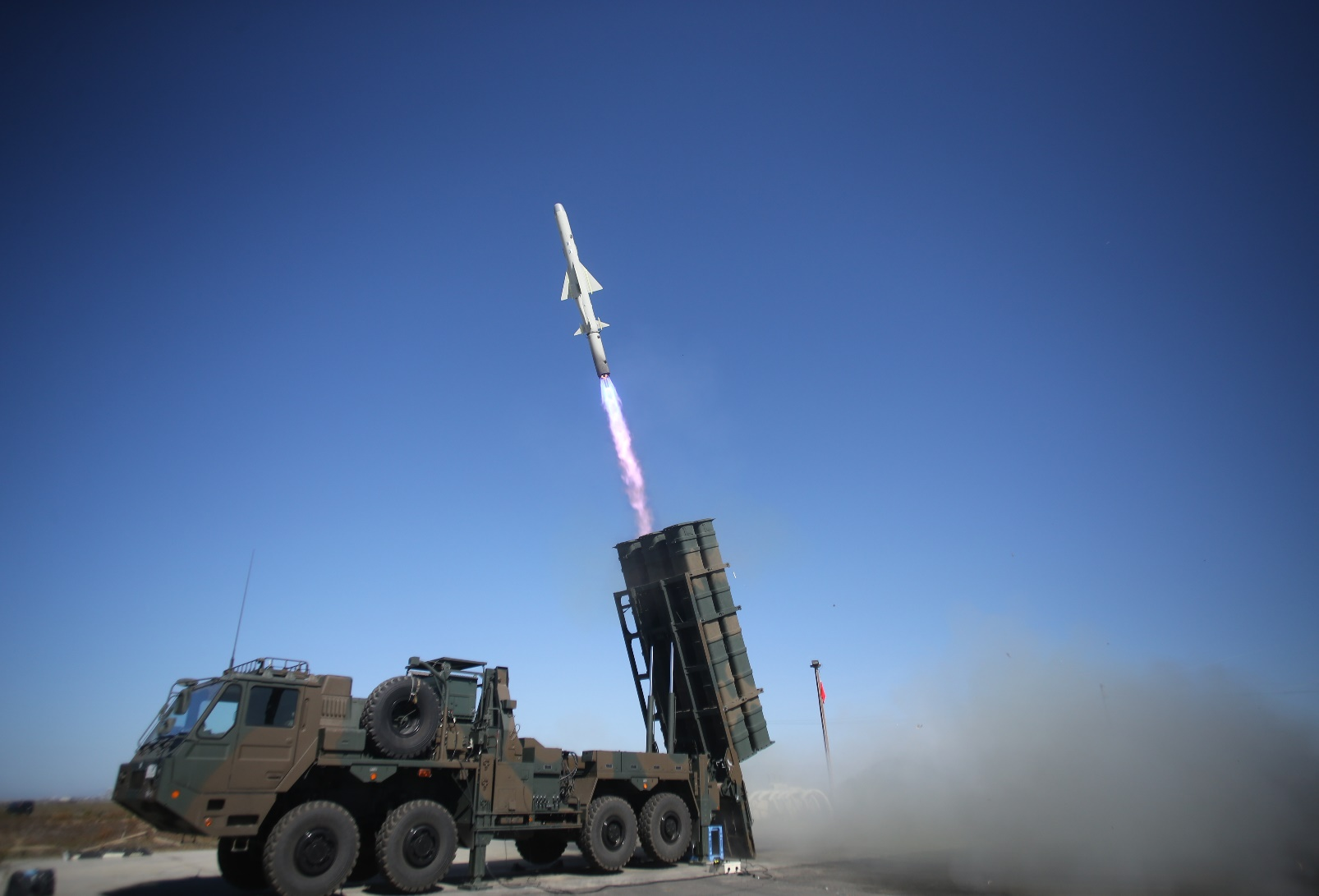
Il lancio di un missile Type 12 dal veicolo trasportatore Omosōwa.

Il veicolo TEL (Transporter Erection Laucher) è il Mitsubishi 8x8  Omosōwa dotato di una capacità di carico di 15 tonnellate, è lungo 11 m, largo 2,50 m, e raggiunge una velocità massima di 100 km/h. I missili sono installati sull'autocarro in 6 contenitori (canister) dotati di sezione quadrata, posizionati sovrapposti in due gruppi di tre, che vengono rialzati verticalmente nella parte posteriore del mezzo.

## Impiego operativo

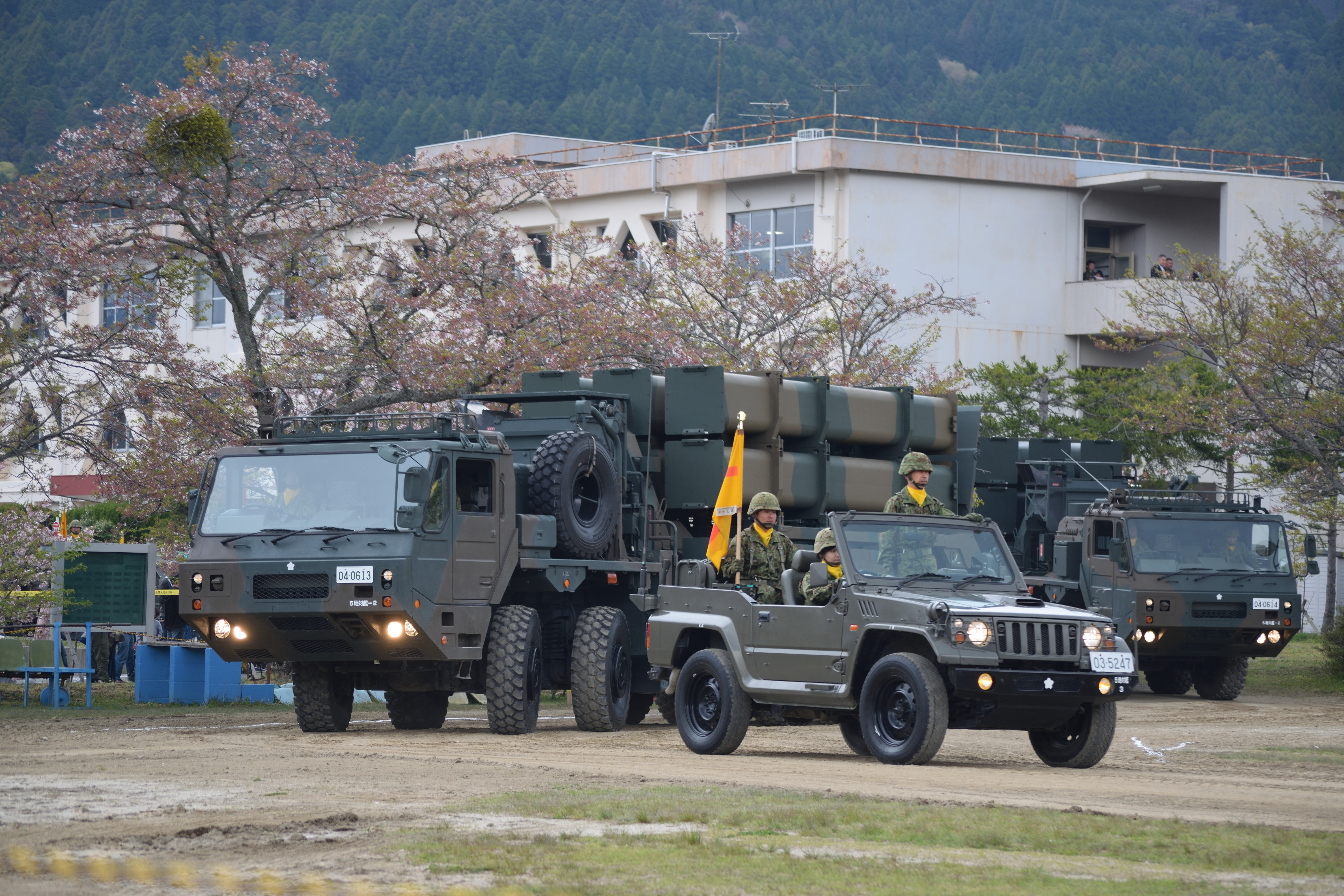
Due veicoli lanciatori Mitsubishi 8x8 Omosōwa appartenenti al 5° Chitaikan misairu rentai.

Tra il 2012 e il 2014 sono stati prodotti 130 missili SSM e 22 veicoli lanciatori, mentre la produzione su vasta scala è iniziata nel 2016. In quello stesso anno il 5° Chitaikan misairu rentai di stanza a Kumamoto, sull'isola di Kyūshū, ha sostituito i suoi missili SSM-1 con i più potenti SSM Type 12 Surface-to-Ship-Missile. Tale reggimento missilistico ha formato alcune batterie destinate a prestare servizio permanente nelle isole Ryūkyū. La prima è stata la 301st Surface-to-Ship Missile Company di stanza sull'isola di Amami Ōshima, cui sono seguite la 302nd Surface-to-Ship Missile Company sull'isola di Miyako e la 303rd Surface-to-Ship Missile Company sull'isola di Ishigaki. Quest'ultima batteria è posizionata a 150 km dall'arcipelago delle Senkaku, la cui sovranità è rivendicata dalla Repubblica Popolare Cinese.
Il 12 luglio 2018 questi missili sono stati usati durante l'esercitazione a fuoco SINEX (SINking EXercise, in lingua italiana esercizi di affondamento), tenutasi nell'ambito della più complessa RIMPAC (Rim of the Pacific Exercise) svoltasi nei pressi di Kauai, isole Hawaii. Quattro missili Type 12 hanno colpito, unitamente a un Naval Strike Missile (NSM), la nave da sbarco statunitense Racine da 9.000 tonnellate a pieno carico, penetrando ed esplodendo all'interno delle strutture e affondandola in tre minuti.

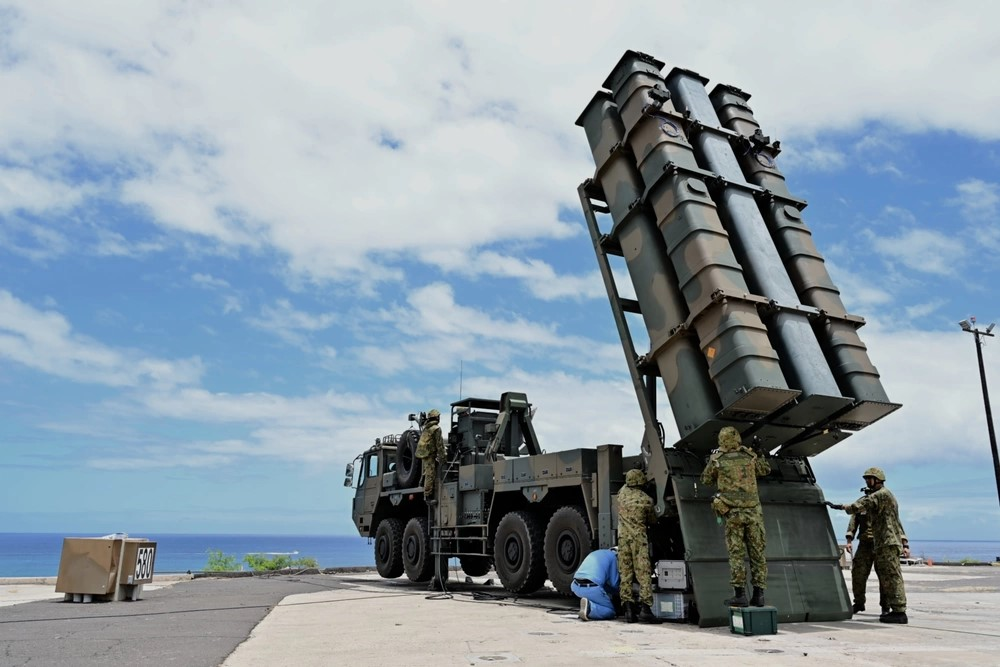
Il lanciatore del Type 12 pronto al fuoco durante un'esercitazione SINKEX.

Altri reggimenti armati con il Type 12 SSM sono stati formati nel 2024 e 2025. Si tratta del 7° Chitaikan misairu rentai di stanza a Katsuren sull'isola di Okinawa, e l'8° Chitaikan misairu rentai con quartiere generale a Yufuin sull'isola di Kyūshū. Inoltre le precedenti compagnie presenti a Amami Ōshima, Miyako e Ishigaki sono state assegnate al comando del 7° Chitaikan misairu rentai.

## Utilizzatori
Giappone
Rikujō Jieitai

### Annotazioni
1. ↑  Tale mezzo è noto localmente anche come Jūsōrin sharyō (autocarro pesante), ed è la versione militare del veicolo commerciale Katō Works KA-900.

### Fonti
1. 1 2 3 4 5 6 7 8 9 10  Martorella 2019, p. 43.
2. ↑  Martorella 2019, p. 44.
3. ↑  Martorella 2019, p. 46.
4. ↑  Martorella 2019, p. 47.
5. 1 2 3  Martorella 2019, p. 48.
6. 1 2  Martorella 2019, p. 49.
7. 1 2  Martorella 2024, p. 63.